# Meronímia
La meronímia és una relació semàntica no-simètrica entre els significats de dues paraules dins el mateix camp semàntic. És un merònim la paraula el significat de la qual constitueix una part del significat total d'una altra paraula, anomenada holònim. Per exemple, dit és merònim de mà i mà és merònim de braç; així mateix, braç és holònim de mà i mà és holònim de dit.
Per tant: 
X és merònim de Y si X forma part d'Y.
X és merònim de Y si X és una substància d'Y.
X és merònim de Y si X és un membre d'Y.
- Dit és un merònim de mà.